# دومينيك باتوريل
دومينيك باتوريل (بالفرنسية: Dominique Paturel)‏ هو ممثل فرنسي، ولد في 3 أبريل 1931 بلو هافر في فرنسا.

## أعمال

### أفلام
- (2007) الحياة الوردية[7]

## وصلات خارجية
- دومينيك باتوريل على موقع IMDb (الإنجليزية)
- دومينيك باتوريل على موقع ألو سيني (الفرنسية)
- دومينيك باتوريل على موقع ميوزك برينز (الإنجليزية)
- دومينيك باتوريل على موقع أول موفي (الإنجليزية)
- دومينيك باتوريل على موقع قاعدة بيانات الأفلام السويدية (السويدية)
- دومينيك باتوريل على موقع ديسكوغز (الإنجليزية)
- دومينيك باتوريل على موقع قاعدة بيانات الفيلم (الإنجليزية)
- دومينيك باتوريل على موقع كينوبويسك (الروسية)